# Животът на Клим Самгин
 Тази статия е за романа на Максим Горки.  За сериала от 1986 година вижте Животът на Клим Самгин (сериал).  
„Животът на Клим Самгин“ (на руски: Жизнь Клима Самгина) е роман на руския писател Максим Горки, който остава незавършен, като авторът работи по него от 1925 година до смъртта си през 1936 година.
Книгата има мащабен замисъл с действие, обхващащо периода от 80-те години на XIX век до 1918 година и включващо над 800 персонажа. Тя предизвиква противоречиви отзиви, като някои я смятат за неудачно и превзето представяне на руската интелигенция от епохата, докато други я приемат за най-значимото произведение на Горки.
Първата част на „Животът на Клим Самгин“ е издадена на български през 1929 година в превод на Николай Хрелков, а целият роман през 1972 година в превод на Катя Койчева.